# Malcolm Whitman
Pour les articles homonymes, voir Whitman.
Malcolm Douglass Whitman, né le 15 mars 1877 à New York et décédé le 28 décembre 1932 dans la même ville, est un joueur de tennis américain. Il a remporté trois fois l'US Open en 1898, 1899 et 1900.
Il est membre du International Tennis Hall of Fame depuis 1955.
Le 28 décembre 1932. Whitman se suicide en sautant d’un immeuble à New York après une dépression nerveuse.